# Каменка (городской округ Кашира)
Каменка — деревня в городском округе Кашира Московской области.

## География
Находится в южной части Московской области на расстоянии приблизительно 18 км на юг-юго-восток по прямой от железнодорожной станции Кашира.

## История
Известна с 1578 года как деревня Каменного верха («верх» означало овраг) с 4 дворами, принадлежавшая помещику Хотяинцеву. В XIX веке здесь было барское имение, которым управлял немец-приказчик. . В имении имелся большой барский сад с прудами, конный завод, кирпичный завод, и кузнечный цех. В советское время работал колхоз «Светлый путь» и совхоз «Каменский». В 1995 году было 20 многоэтажных домов и 13 одноэтажных домов. До 2015 года входила в состав сельского поселения Домнинского Каширского района.

## Население
Постоянное население составляло 748 человек в 2002 году (русские 93 %), 663 в 2010.